# Vulturești, Vaslui
Vulturești là một xã thuộc hạt Vaslui, România. Dân số thời điểm năm 2002 là 2332 người.